# Mosaique
Mosaique é o quarto álbum de estúdio da banda Gipsy Kings, lançado a Novembro de 1989.
O disco atingiu o nº 95 da Billboard 200, o nº 13 do Top Contemporary Jazz Albums, o nº 1 do Top World Music Albums, o nº 7 do Latin Pop e o nº 11 do Top Latin Albums.
Os singles "Vamos a Bailar" e "Volare" atingiram os nºs 3 do Latin Tracks e o nº 1 do Hot Latin Tracks, respetivamente.

## Faixas
Todas as músicas por Gipsy Kings, exceto onde anotado
1. "Caminando Por la Calle" (Blade, Gipsy Kings) - 4:19
2. "Viento del Arena" (Reyes) - 5:29
3. "El Camino" - 5:03
4. "Mosaique" - 3:40
5. "Serana" - 4:11
6. "Liberte" - 4:01
7. "Volare" (Migliacci) - 3:39
8. "Trista Pena" - 4:32
9. "Niña Morena" - 3:51
10. "Passion" - 3:01
11. "Soy" (Chirino, Gipsy Kings) - 3:10
12. "Vamos a Bailar" (Ao vivo) - 5:08

## Créditos
- Diego Baliardo - Guitarra
- Tonino Baliardo - Guitarra, vocal, vocal de apoio
- Jahloul "Chico" Bouchikhi - Guitar, Palmas
- Canut Reyes - Guitarra, vocal, vocal de apoio
- Nicolás Reyes - Guitarra, vocal, vocal de apoio
- Patchai Reyes - Guitarra, vocal, vocal de apoio